# Signal (serie de televisión)
Signal (hangul: 시그널; RR: Sigeuneol, en español: Señal), es una serie de televisión surcoreana transmitida del 22 de enero del 2016 hasta el 12 de marzo del 2016 por medio de la cadena tvN.
La serie fue creada por Choi Jin-hee y Park Ji-young, y estuvo basada en los asesinatos en serie de Hwaseong.
Contó con la participación invitada de Seo Ji-hoon, Lee Si-a, Lee Eun-woo, Oh Yeon-ah, Hwang Seung-eon, Choi Woo-ri, Park Si-eun, Kim Jung-young, Lee Young-eun, Kim Ki-cheon, Lee Chae-kyung, Seo Eun-ah, entre otros.
A finales del 2018 se anunció que la serie estaba en pláticas para una segunda temporada.

## Historia
Un misterioso walkie talkie permite a un detective del año 2000 comunicarse con un perfilador de casos no resueltos del 2015, con el poder de predecir los sucesos ambos se unen no sólo para resolver los crímenes sino para prevenir que estos nunca se produzcan, sin embargo un caso de una serie de asesinatos en serie sin resolver de hace años, está tan cerca a ellos que ninguno se da cuenta.

## Reparto

### Personajes principales
| Actor         | Personaje           | Ocupación              | N.º de episodios | Duración |
| ------------- | ------------------- | ---------------------- | ---------------- | -------- |
| Lee Je-hon    | Det. Park Hae-young | Detective / Perfilador | 16               | 2016     |
| Cho Jin-woong | Det. Lee Jae-han    | Detective              | 16               | 2016     |
| Kim Hye-soo   | Cha Soo-hyun        | Detective              | 16               | 2016     |

### Personajes recurrentes
| Actor                     | Personaje                                            | Ocupación                            | Nº de episodios | Duración |
| ------------------------- | ---------------------------------------------------- | ------------------------------------ | --------------- | -------- |
| Jang Hyun-sung            | Kim Bum-joo                                          | Superintendente de la Policía        | -               | 2016     |
| Jung Hae-kyun             | Ahn Chi-soo                                          | Jefe de la Unidad Crímenes Violentos | -               | 2016     |
| Kim Won-hae               | Kim Gye-chul                                         | Detective de la Policía              | -               | 2016     |
| Lee Yoo-jun               | Jung Han-ki                                          | Agente de la "NFS"                   | -               | 2016     |
| Kim Min-gyu               | Hwang Eui-kyung                                      | Oficial de Policía                   | -               | 2016     |
| Jung Han-bi               | Oh Yoon-seo                                          | Médico Forense de "NFS"              | -               | 2016     |
| Hwang Tae-gwang           | Kim Jung-jae                                         | Detective / Amigo de Jae-han         | -               | 2016     |
| Kim Hyun-Bin Ahn Eun-ho   | Park Hae-young (de niño) Park Hae-young (de joven)   | -                                    | -               | 2016     |
| Kang Chan-hee             | Park Sun-woo                                         | Hermano Mayor de Hae-young           | -               | 2016     |
| Lee Moon-soo              | -                                                    | Padre de Jae-han                     | -               | 2016     |
| Seo Ju-hee                | -                                                    | Madre de Soo-hyun                    | -               | 2016     |
| Lim Hwa-young             | Cha Soo-min                                          | Hermana Menor de Soo-hyun            | -               | 2016     |
| Lee Dong-ha               | Han Se-kyu                                           | -                                    | 6-8             | 2016     |
| Son Hyun-joo              | Jang Young-chul                                      | Congresista                          | 4               | 2016     |
| Lee Sang-yeob Choi Ji-hoo | Kim Jin-woo (de adulto) Kim Jin-woo (de niño)        | -                                    | 3               | 2016     |
| Jung Suk-yong             | Oh Kyung-tae                                         | Padre de Eun-ji                      | 3               | 2016     |
| Yoo Ha-bok                | Shin Dong-hoon                                       | -                                    | 3               | 2016     |
| Kim Woo-suk               | Lee Dong-Jin                                         | Estudiante de la Secundaria "Injo"   | 3               | 2016     |
| Shin Yi-joon Jeon Su-ji   | Kang Hye-seung (de joven) Kang Hye-seung (de adulta) | Estudiante Abusada                   | 4 2             | 2016     |
| Park Shi-eun              | Oh Eun-ji                                            | -                                    | 2               | 2016     |
| Seo Ji-hoon               | Jang Tae-jin                                         | Hijo del Dueño de "Injo"             | 1               | 2016     |
| Sung Gi-yoon              | -                                                    | Padre de Hae-young                   | -               | 2016     |
| Lee Moon-soo              | -                                                    | Padre de Jae-han                     | -               | 2016     |
| Song Ji-woo               | -                                                    | Sobrino de Soo-hyun                  | -               | 2016     |
| Ahn Jung-woo              | -                                                    | Sobrino de Soo-hyun                  | -               | 2016     |
| Yang Dae-hyuk             | Hong Won-seo                                         | Detective                            | -               | 2016     |

### Otros personajes
| Actor          | Personaje     | Ocupación                        | N.º de episodios | Ref.   |
| -------------- | ------------- | -------------------------------- | ---------------- | ------ |
| Lee Young-eun  | Kim Yoon-jung | -                                | 1-2              |        |
| Kim Soo-jin    | -             | Madre de Kim Yoon-jung           | -                |        |
| Lee Si-a       | Kim Won-kyung | Interés Romántico de Lee Jae-han | 2-4              |        |
| Kim Jung-young | -             | Tía de Kim Won-kyung             | -                |        |
| Im Chul-soo    | -             | Informante                       | 6-7, 9           |        |
| Lee Do-yeop    | Kim Jung-jae  |                                  |                  | [ 9 ]  |
| Jung Young-joo | -             | Propietaria de un restaurante    |                  | [ 10 ] |

## Episodios
La serie estuvo conformada por 16 episodios.
Fue emitida cada viernes y sábado a las 08:30 horas (zona horaria de Corea (KST)).

## Premios y nominaciones
| Año  | Premio                      | Categoría                                       | Nominado       | Resultado |
| ---- | --------------------------- | ----------------------------------------------- | -------------- | --------- |
| 2016 | 1st Asia Artist Award       | Best Celebrity Award, Actor                     | Lee Je-hoon    | Nominado  |
| 2016 | 1st Asia Artist Award       | Gran Premio (Daesang)                           | Cho Jin-woong  | Ganó      |
| 2016 | 1st Asia Artist Award       | Gran Premio (Daesang)                           | Kim Hye-soo    | Nominada  |
| 2016 | tvN10 Award                 | PD's Choice                                     | Lee Je-hoon    | Ganó      |
| 2016 | tvN10 Award                 | Mejor actor                                     | Lee Je-hoon    | Nominado  |
| 2016 | tvN10 Award                 | Mejor actor                                     | Cho Jin-woong  | Nominado  |
| 2016 | tvN10 Award                 | Gran Premio (Daesang), Actor                    | Cho Jin-woong  | Ganó      |
| 2016 | tvN10 Award                 | Scene Stealer Actor                             | Jang Hyun-sung | Nominado  |
| 2016 | tvN10 Award                 | Best Content Award, Drama                       | Signal         | Ganó      |
| 2016 | tvN10 Award                 | Mejor actriz                                    | Kim Hye-soo    | Ganó      |
| 2016 | 9th Korea Drama Award       | Mejor serie                                     | Signal         | Nominado  |
| 2016 | 9th Korea Drama Award       | Best Production Director                        | Kim Won-seok   | Nominado  |
| 2016 | 9th Korea Drama Award       | Mejor guion                                     | Kim Eun-hee    | Nominada  |
| 2016 | 52nd Baeksang Arts Award    | Mejor serie                                     | Signal         | Ganó      |
| 2016 | 52nd Baeksang Arts Award    | Mejor director                                  | Kim Won-seok   | Nominado  |
| 2016 | 52nd Baeksang Arts Award    | Mejor actor (TV)                                | Cho Jin-woong  | Nominado  |
| 2016 | 52nd Baeksang Arts Award    | Most Popular Actor (TV)                         | Lee Je-hoon    | Nominado  |
| 2016 | 52nd Baeksang Arts Award    | Most Popular Actor (TV)                         | Cho Jin-woong  | Nominado  |
| 2016 | 52nd Baeksang Arts Award    | Most Popular Actress (TV)                       | Kim Hye-soo    | Nominada  |
| 2016 | 52nd Baeksang Arts Award    | Mejor actriz (TV)                               | Kim Hye-soo    | Ganó      |
| 2016 | 52nd Baeksang Arts Award    | Mejor guion (TV)                                | Kim Eun-hee    | Ganó      |
| 2016 | 18th Mnet Asian Music Award | Mejor banda sonora original                     | Jung Cha-sik   | Nominado  |
| 2016 | 5th APAN Star Award         | Best Writer                                     | Kim Eun-hee    | Ganó      |
| 2016 | Korea Content Award         | Presidential Commendation Award                 | Kim Eun-hee    | Ganó      |
| 2016 | 5th APAN Star Award         | Top Premio a la excelencia, actor en miniserie  | Cho Jin-woong  | Ganó      |
| 2016 | 5th APAN Star Award         | Top Premio a la excelencia, actriz en miniserie | Kim Hye-soo    | Nominada  |

## Remake
El 10 de abril del 2018 se estrenó en Japón el primer remake de la serie Signal, la cual fue transmitida hasta el 12 de junio del 2018 por medio de la cadena Fuji TV.
La serie fue protagonizada por Kentaro Sakaguchi,  Kazuki Kitamura y Michiko Kichise, y estuvo conformada por 10 episodios.

## Producción
La serie fue creada por Choi Jin-hee y Park Ji-young, y estuvo basada en los asesinatos en serie sin resolver ocurridos en la ciudad de Hwaseong en Corea del Sur durante septiembre de 1986 y abril de 1991 en donde el cuerpo de una mujer o una niña era encontrado atado y asesinado, así como también, por lo que respecta al caso de la violación en grupo, a un suceso de 2004 que conmocionó a la opinión pública surcoreana, la violación en grupo de Miryang.
Contó con el director Kim Won-seok y el escritor Kim Eun-hee.
La producción estuvo a cargo de Lee Jae-moon y Park Eun-kyung, junto con los productores ejecutivos Lee Chan-ho y Lee Sang-baek.
La cinematografía estuvo en manos de Choi Sang-mook y Lee Joo-young, mientras que la edición fue realizada por Kim Na-young.
El tema musical de la serie fue compuesto por Kim Joon-suk y Park Sung-il: el tema inicial fue "I Will Forget You" de Jung Cha-sik mientras que el tema del final fue "The One Who Will Leave" de INKII, y "The Road" de Kim Yoon-ah.
La serie fue bien recibida entre la audiencia.
Contó con la compañía de producción "AStory Co., Ltd." y fue distribuida por tvN.

### Emisión en otros países
La serie es transmitida internacionalmente a través de "tvN Asia", "DramaFever", "Viki" y "Viu".
| País      | Cadenas    | Fecha de Inicio | Fecha de Finalización |
| --------- | ---------- | --------------- | --------------------- |
| China     | Tencent    | abril de 2016   | -                     |
| Filipinas | Cine Mo!   | julio de 2017   | -                     |
| Japón     | Mnet Japan | junio de 2017   | -                     |
| Vietnam   | VTV2       | octubre de 2017 | -                     |